# بركات (فلم)
بركات (بالإنجليزية: !Barakat) هو فيلم دراما تم إنتاجه في الجزائر وفرنسا وصدر في سنة 2006 وهو من إخراج جميلة الصحراوي

## وصلات خارجية
- مقالات تستعمل روابط فنية بلا صلة مع ويكي بيانات